# Conceição (Ribeira Grande)
Conceição is een plaats (freguesia) in de Portugese gemeente Ribeira Grande en telt 1797 inwoners (2001).